# 2018년 FIFA 월드컵 경고 기록
다음은 2018년 FIFA 월드컵의 각종 경고 기록이다.

## 경고 기록

### 조별 리그

#### A조
- 러시아 : 알렉산드르 골로빈, 표도르 스몰로프, 유리 가진스키, 이고르 스몰니코프 (2회)
- 사우디아라비아 : 타이시르 알자심
- 이집트 : 아흐메드 헤가지, 샘 모시, 마흐무드 하산, 알리 가브르, 아흐메드 파티
- 우루과이 : 로드리고 벤탕쿠르

#### B조
- 포르투갈 : 브루누 페르난드스, 아드리엥 실바, 세드리크 소아르스, 하파엘 게헤이루, 히카르두 쿠아레즈마, 크리스티아누 호날두
- 스페인 : 세르지오 부스케츠
- 모로코 : 카림 엘아흐마디 (2회), 메흐디 베나티아, 무니르 모하메디, 마누엘 다 코스타, 아슈라프 하키미, 무바라크 부수파, 노르딘 암라바트
- 이란 : 카림 안사리파르드, 마수드 쇼자에이, 알리레자 자한바흐슈, 오미드 에브라히미, 바히드 아미리, 에흐산 하지사피, 사르다르 아즈문

#### C조
- 프랑스 : 코랑탱 톨리소, 블레즈 마튀이디, 폴 포그바
- 오스트레일리아 : 조시 리즈던, 아지즈 베히치, 매슈 레키, 밀레 예디나크, 대니얼 아르자니, 톰 로기치, 마크 밀리건
- 페루 : 레나토 타피아, 파올로 게레로, 페드로 아키노, 요시마르 요툰, 파올로 우르타도
- 덴마크 : 토마스 딜레이니, 유수프 포울센 (2회), 피오네 시스토, 마티아스 예르겐센

#### D조
- 아르헨티나 : 가브리엘 메르카도, 니콜라스 오타멘디, 마르코스 아쿠냐, 하비에르 마스체라노, 에베르 바네가, 리오넬 메시
- 아이슬란드 : 비르키르 마르 사에바르손, 에밀 하들프레손, 알프레드 핀보가손
- 크로아티아 : 이반 라키티치, 마르첼로 브로조비치 (2회), 시메 브르살코, 마리오 만주키치, 틴 예드바이, 마르코 퍄차
- 나이지리아 : 윌리엄 트로스트에콩, 브라이언 이도우, 레온 발로군, 존 오비 미켈

#### E조
- 브라질 : 카제미루, 네이마르, 필리피 코치뉴
- 스위스 : 슈테판 리히트슈타이너 (2회), 파비안 셰어 (2회), 발론 베흐라미, 제르단 샤치리, 데니스 자카리아
- 코스타리카 : 프란시스코 칼보, 다비드 구스만, 호니 아코스타, 켄달 와스톤, 크리스티안 감보아, 조엘 캠벨
- 세르비아 : 브라니슬라브 이바노비치, 알렉산다르 프리요비치, 네마냐 마티치 (2회), 루카 밀리보예비치, 세르게이 밀린코비치사비치, 알렉산다르 미트로비치 (2회), 아뎀 랴이치

#### F조
- 독일 : 토마스 뮐러, 마츠 후멜스, 제롬 보아텡 (2회)
- 멕시코 : 엑토르 모레노 (2회), 엑토르 에레라, 헤수스 가야르도, 미겔 라윤
- 스웨덴 : 빅토르 클라에손, 세바스티안 라르손 (2회), 알빈 에크달, 미카엘 루스티그
- 대한민국 : 김신욱, 황희찬, 김영권, 이용, 이승우, 정우영 (2회), 이재성, 문선민, 손흥민

#### G조
- 벨기에 : 토마 뫼니에, 얀 페르통언, 케빈 더 브라위너, 레안더르 덴동커르, 유리 틸레만스
- 파나마 : 에릭 다비스, 에드가르 바르세나스, 아르만도 쿠퍼 (2회), 미차엘 아미르 무리요 (2회), 아니발 고도이, 피델 에스코바르, 가브리엘 고메스, 루이스 테하다
- 튀니지 : 페르자니 사시 (2회), 가일렌 찰랄리, 아니스 바드리
- 잉글랜드 : 카일 워커, 루번 로프터스치크

#### H조
- 폴란드 : 그제고시 크리호비아크, 얀 베드나레크, 야체크 구랄스키
- 세네갈 : 살리프 사네, 이드리사 게예, 유수프 사발리, 음바예 니앙 (2회), 셰이크 은도예
- 콜롬비아 : 윌마르 바리오스, 하메스 로드리게스, 요한 모이카
- 일본 : 가와시마 에이지, 하세베 마코토, 이누이 다카시, 마키노 도모아키

### 결선 토너먼트

#### 16강전
- 우루과이 : 없음
- 러시아 : 일리야 쿠테포프, 로만 조브닌
- 스페인 : 제라르드 피케
- 포르투갈 : 크리스티아누 호날두
- 프랑스 : 블레즈 마튀이디, 뱅자맹 파바르, 올리비에 지루
- 덴마크 : 마티아스 예르겐센
- 크로아티아 : 없음
- 아르헨티나 : 마르코스 로호, 니콜라스 타글리아피코, 하비에르 마스체라노, 에베르 바네가, 니콜라스 오타멘디
- 브라질 : 필리피 루이스, 카제미루
- 스위스 : 발론 베흐라미, 그라니트 자카
- 스웨덴 : 미카엘 루스티그
- 멕시코 : 에드손 알바레스, 엑토르 에레라, 카를로스 살세도, 안드레스 과르다도
- 벨기에 : 없음
- 잉글랜드 : 조던 헨더슨, 제시 린가드
- 콜롬비아 : 산티아고 아리아스, 윌마르 바리오스, 카를로스 바카, 후안 콰드라도, 라다멜 팔카오, 카를로스 바카
- 일본 : 시바사키 가쿠

#### 8강전
- 우루과이 : 로드리고 벤탕쿠르, 크리스티안 로드리게스
- 러시아 : 유리 가진스키
- 프랑스 : 루카스 에르난데스, 킬리안 음바페
- 크로아티아 : 데얀 로브렌, 도마고이 비다, 이반 스트리니치, 요시프 피바리치
- 브라질 : 파그네르, 페르난지뉴
- 스웨덴 : 욘 구이데티, 세바스티안 라르손
- 벨기에 : 토비 알데르베이럴트, 토마 뫼니에
- 잉글랜드 : 해리 매과이어

#### 준결승전
- 벨기에 : 토비 알데르베이럴트, 얀 페르통언, 에덴 아자르
- 잉글랜드 : 카일 워커
- 크로아티아 : 안테 레비치, 마리오 만주키치
- 프랑스 : 은골로 캉테, 킬리안 음바페

#### 3·4위전
- 벨기에 : 악셀 위첼
- 잉글랜드 : 존 스톤스, 해리 매과이어

#### 결승전
- 프랑스 : 루카스 에르난데스, 은골로 캉테
- 크로아티아 : 시메 브르살코

## 퇴장 기록

### 조별 리그
- 콜롬비아 : 카를로스 산체스 모레노
- 독일 : 제롬 보아텡
- 러시아 : 이고르 스몰니코프

### 결선 토너먼트
- 스위스 : 미하엘 랑

## 심판 경고 기록
| 심판                          | 국적         | 경기 | 퇴장 |   | 경고 | PK 허용 |
| ----------------------------- | ------------ | ---- | ---- | - | ---- | ------- |
| 다미르 스코미나               | 슬로베니아   | 3    | 2    | 0 | 8    | 1       |
| 말랑 디에디우                 | 세네갈       | 3    | 0    | 1 | 7    | 0       |
| 시몬 마르치니아크             | 폴란드       | 2    | 0    | 1 | 2    | 1       |
| 알리레자 파가니               | 이란         | 3    | 0    | 0 | 15   | 1       |
| 마크 가이거                   | 미국         | 3    | 0    | 0 | 14   | 1       |
| 랍샨 이르마토프               | 우즈베키스탄 | 2    | 0    | 0 | 13   | 0       |
| 잔루카 로키                   | 이탈리아     | 3    | 0    | 0 | 13   | 1       |
| 네스토르 피타나               | 아르헨티나   | 4    | 0    | 0 | 12   | 2       |
| 밀로라드 마지치               | 세르비아     | 3    | 0    | 0 | 10   | 1       |
| 쥐네이트 차크르               | 튀르키예     | 2    | 0    | 0 | 9    | 1       |
| 나와프 슈크랄라               | 바레인       | 2    | 0    | 0 | 9    | 0       |
| 재니 시카즈웨                 | 잠비아       | 2    | 0    | 0 | 9    | 0       |
| 엔리케 카세레스               | 파라과이     | 2    | 0    | 0 | 8    | 3       |
| 비외른 카위퍼르스             | 네덜란드     | 3    | 0    | 0 | 8    | 1       |
| 안토니오 마테우 라오스        | 스페인       | 2    | 0    | 0 | 7    | 1       |
| 세사르 아르투로 라모스        | 멕시코       | 3    | 0    | 0 | 7    | 0       |
| 안드레스 쿠냐                 | 우루과이     | 2    | 0    | 0 | 6    | 2       |
| 세르게이 카라쇼프             | 러시아       | 1    | 0    | 0 | 6    | 0       |
| 클레망 튀르팽                 | 프랑스       | 2    | 0    | 0 | 6    | 1       |
| 펠릭스 브리히                 | 독일         | 1    | 0    | 0 | 5    | 0       |
| 모함메드 압둘라 하산 모하메드 | 아랍에미리트 | 1    | 0    | 0 | 4    | 0       |
| 게하드 그리샤                 | 이집트       | 1    | 0    | 0 | 4    | 2       |
| 산드루 히시                   | 브라질       | 2    | 0    | 0 | 4    | 1       |
| 호엘 아길라르                 | 엘살바도르   | 1    | 0    | 0 | 3    | 1       |
| 바카리 가사마                 | 감비아       | 1    | 0    | 0 | 3    | 1       |
| 윌마르 롤단                   | 콜롬비아     | 2    | 0    | 0 | 3    | 3       |
| 매슈 콩거                     | 뉴질랜드     | 1    | 0    | 0 | 1    | 0       |
| 제이어 머루포                 | 미국         | 1    | 0    | 0 | 1    | 1       |